# Arne Lund (borgmästare)
Karl Arne Lund, född 20 maj 1878 i Kristinestad, död 9 juni 1919, var en finländsk borgmästare.
Lund, som var son till häradshövding Karl Johan Lund och Mathilda Hanna Roschier, blev student vid Uleåborgs svenska lyceum 1896, avlade rättsexamen vid Helsingfors universitet 1902 och blev vicehäradshövding 1905. Han var borgmästare i Torneå 1913–1918. Han ingick 1908 äktenskap med Märtha Lilian Torsell.